# Gurgy-le-Château
 Gurgy-le-Château  là một xã ở tỉnh Côte-d’Or trong vùng Bourgogne-Franche-Comté, phía đông nước Pháp. Xã Gurgy-le-Château nằm ở khu vực có độ cao trung bình 370 mét trên mực nước biển.